# Stor vaxblomma
Stor vaxblomma (Cerinthe major) är en strävbladig växtart som beskrevs av Carl von Linné. Enligt Catalogue of Life ingår Stor vaxblomma i släktet vaxblommor och familjen strävbladiga växter, men enligt Dyntaxa är tillhörigheten istället släktet vaxblommor och familjen strävbladiga växter. Arten förekommer tillfälligt i Sverige, men reproducerar sig inte.

## Underarter
Arten delas in i följande underarter:
- C. m. elegans
- C. m. major
- C. m. purpurascens

## Bildgalleri

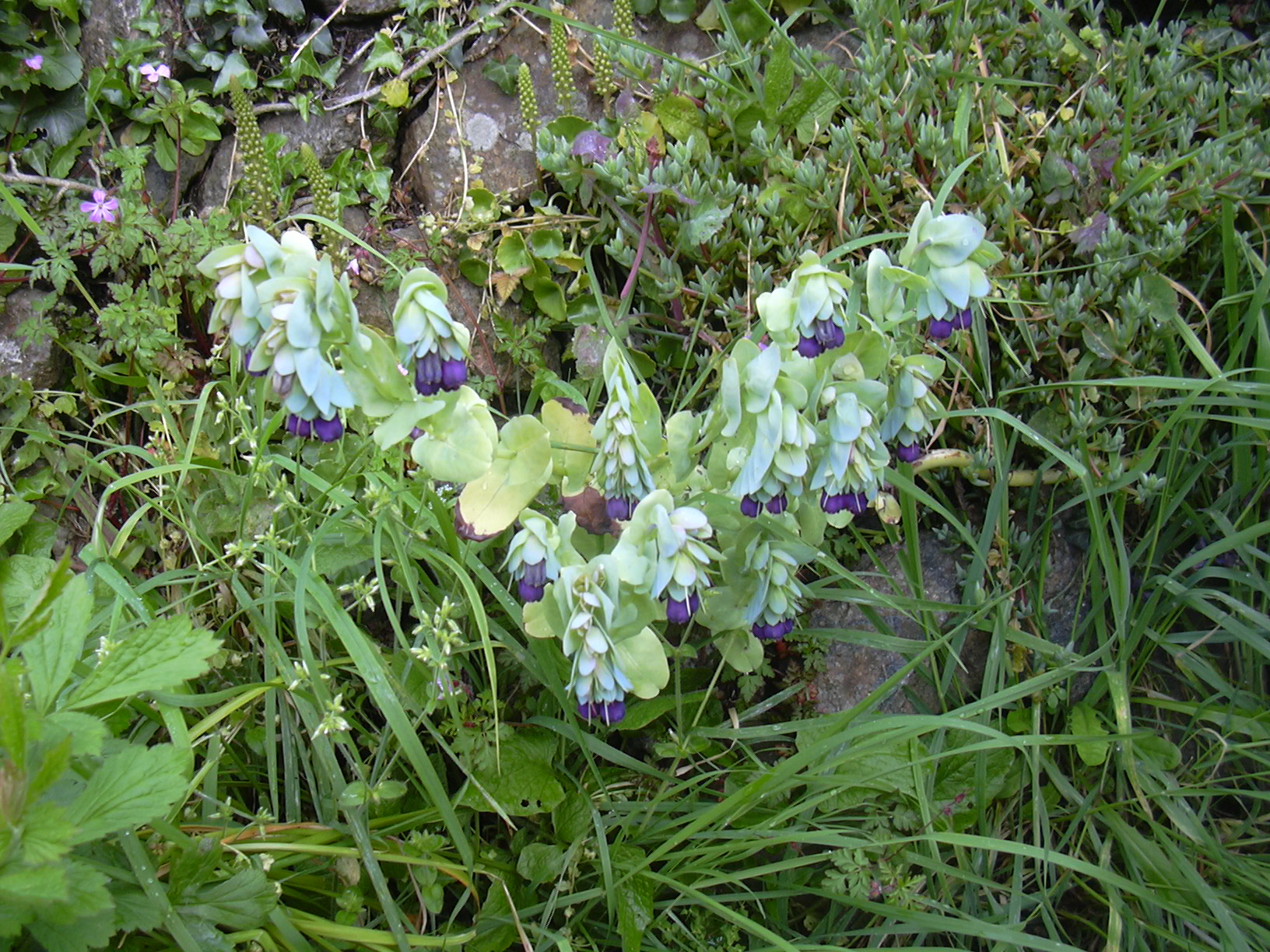
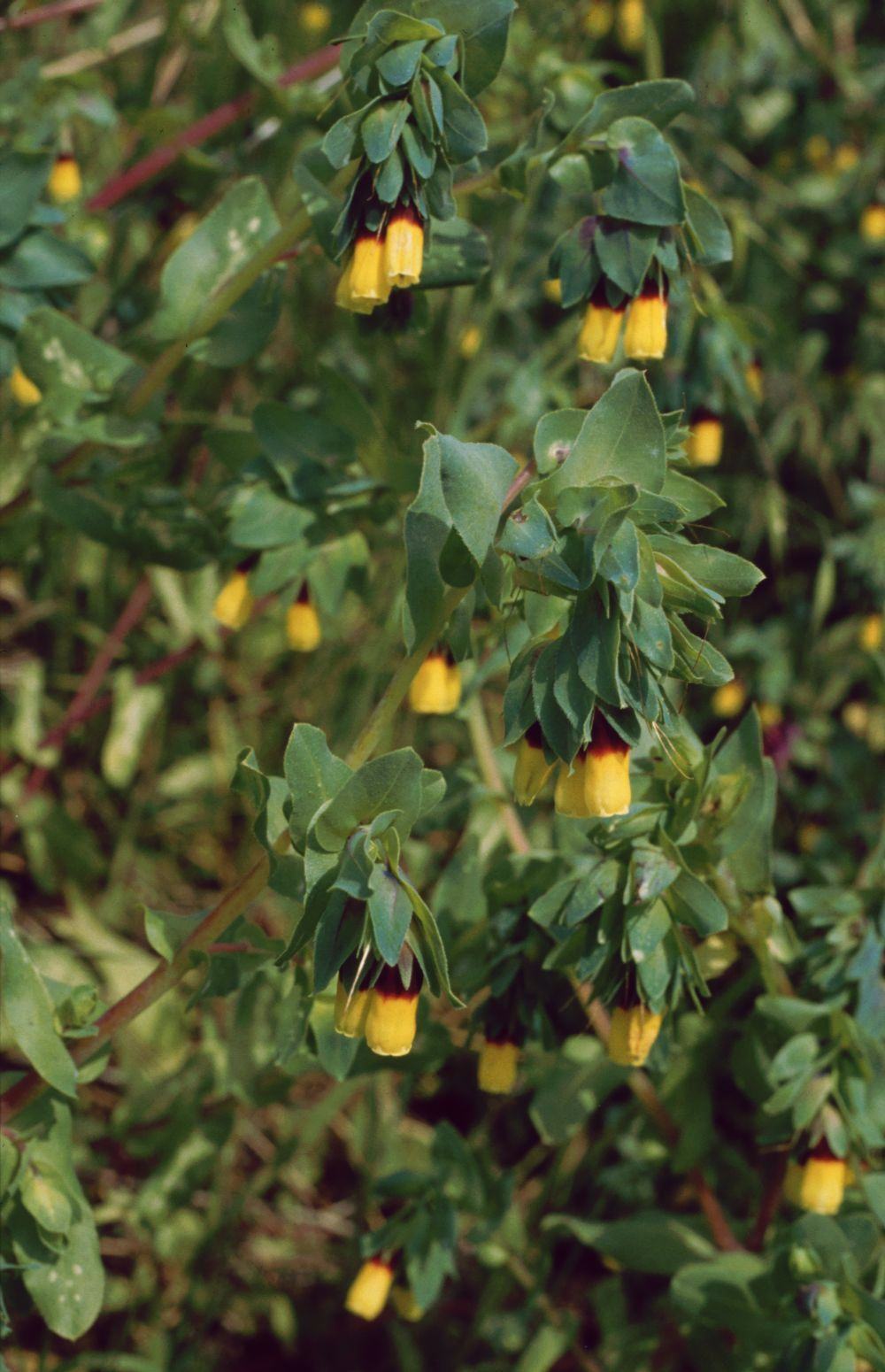
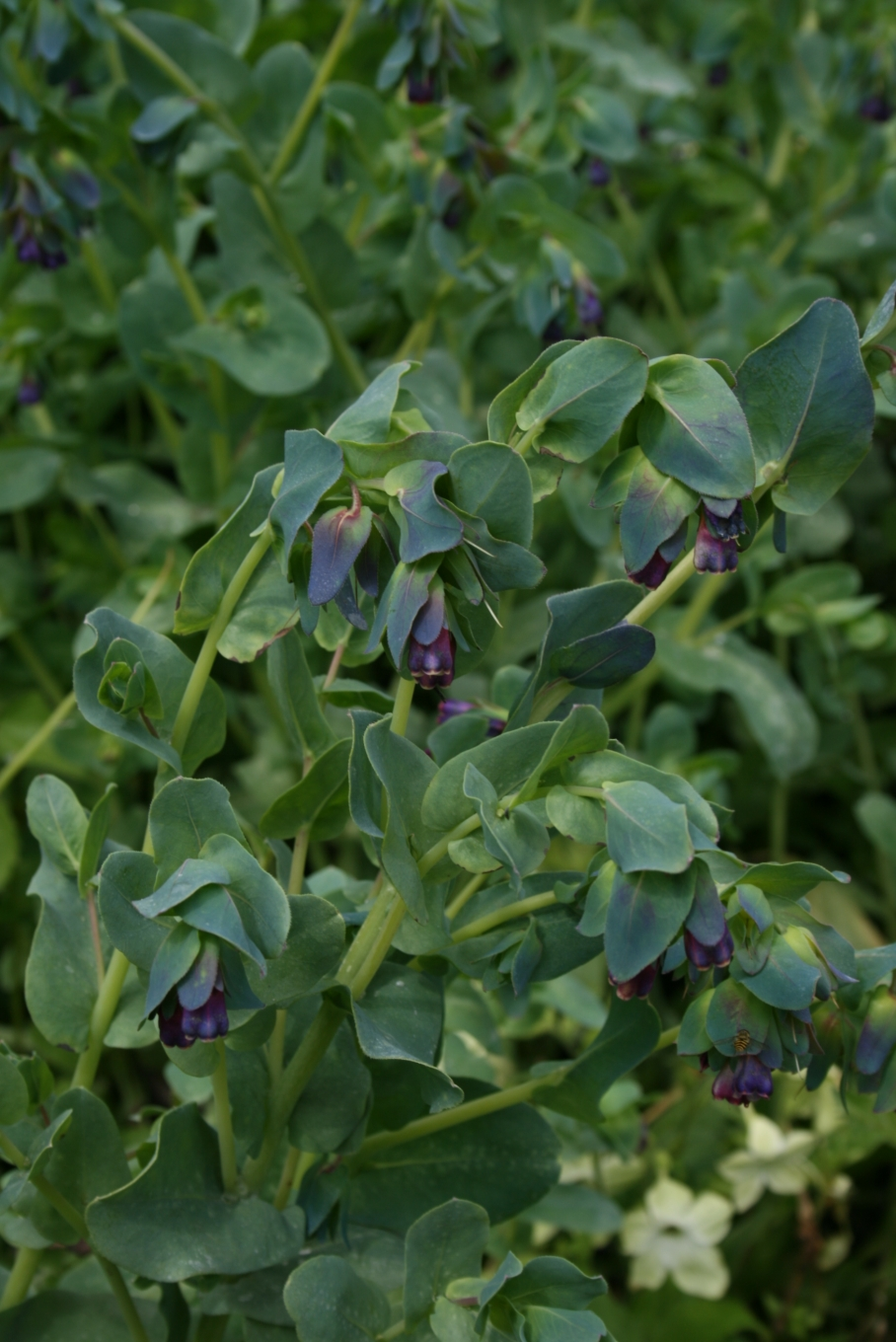
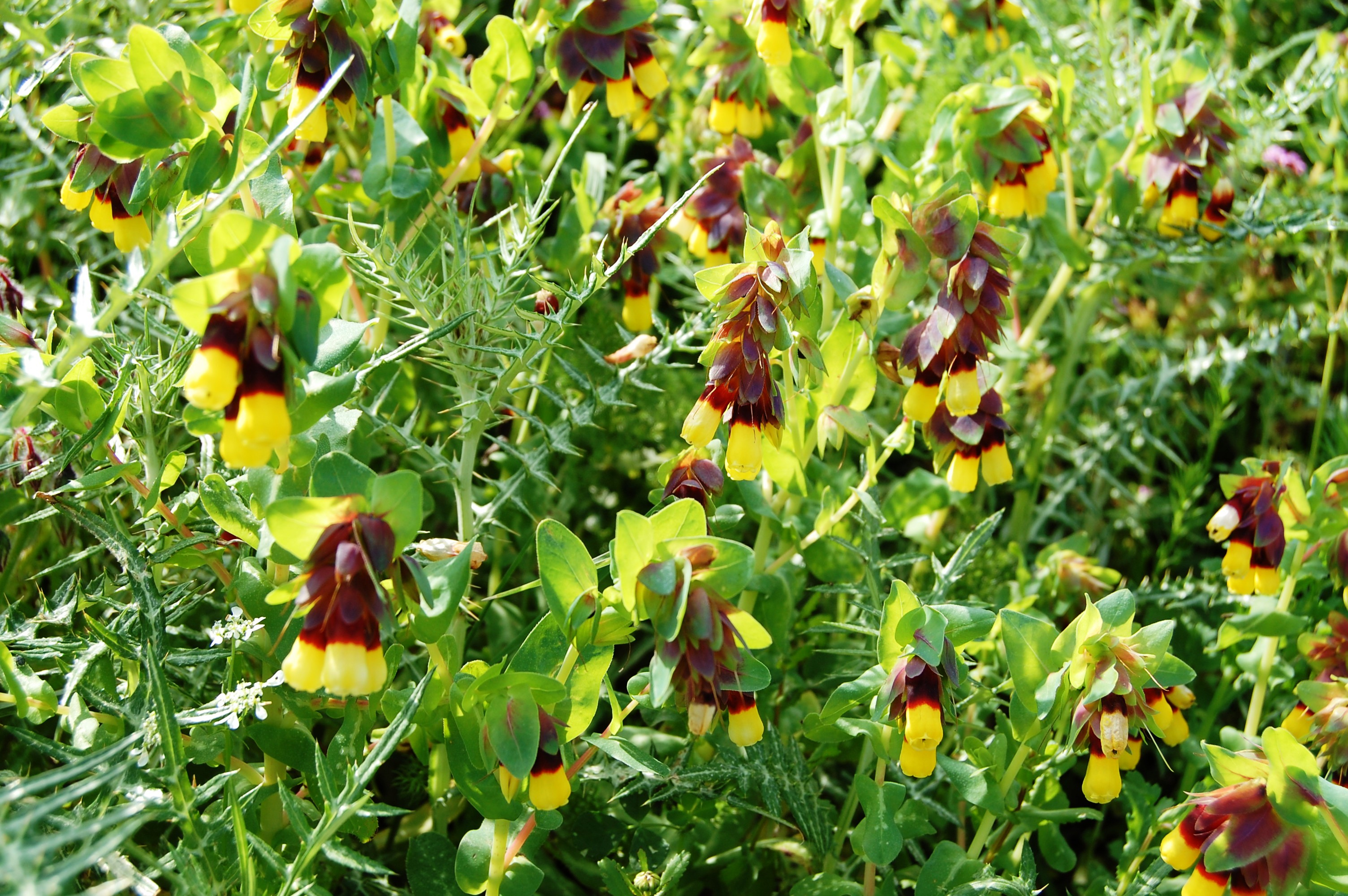
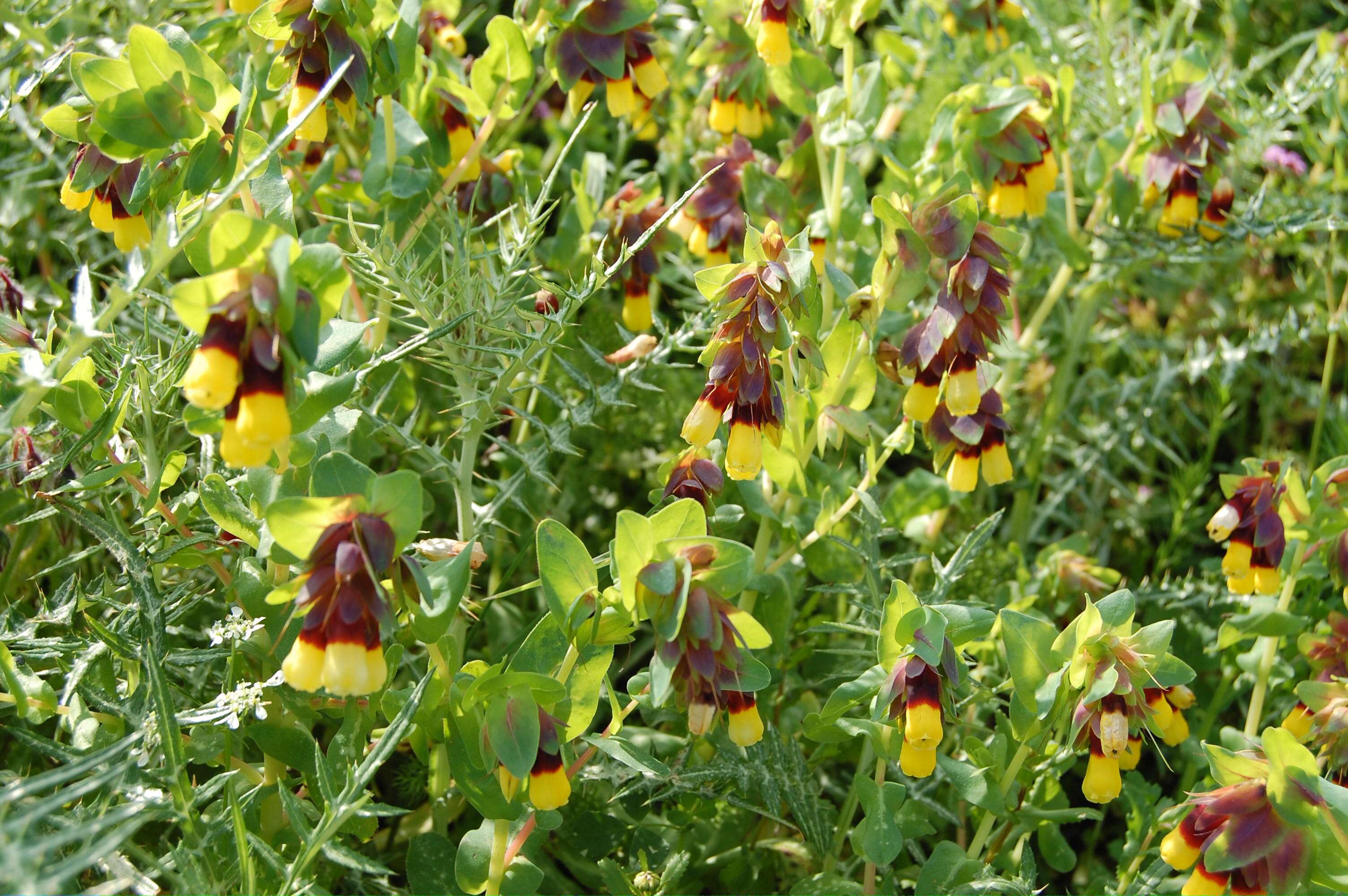
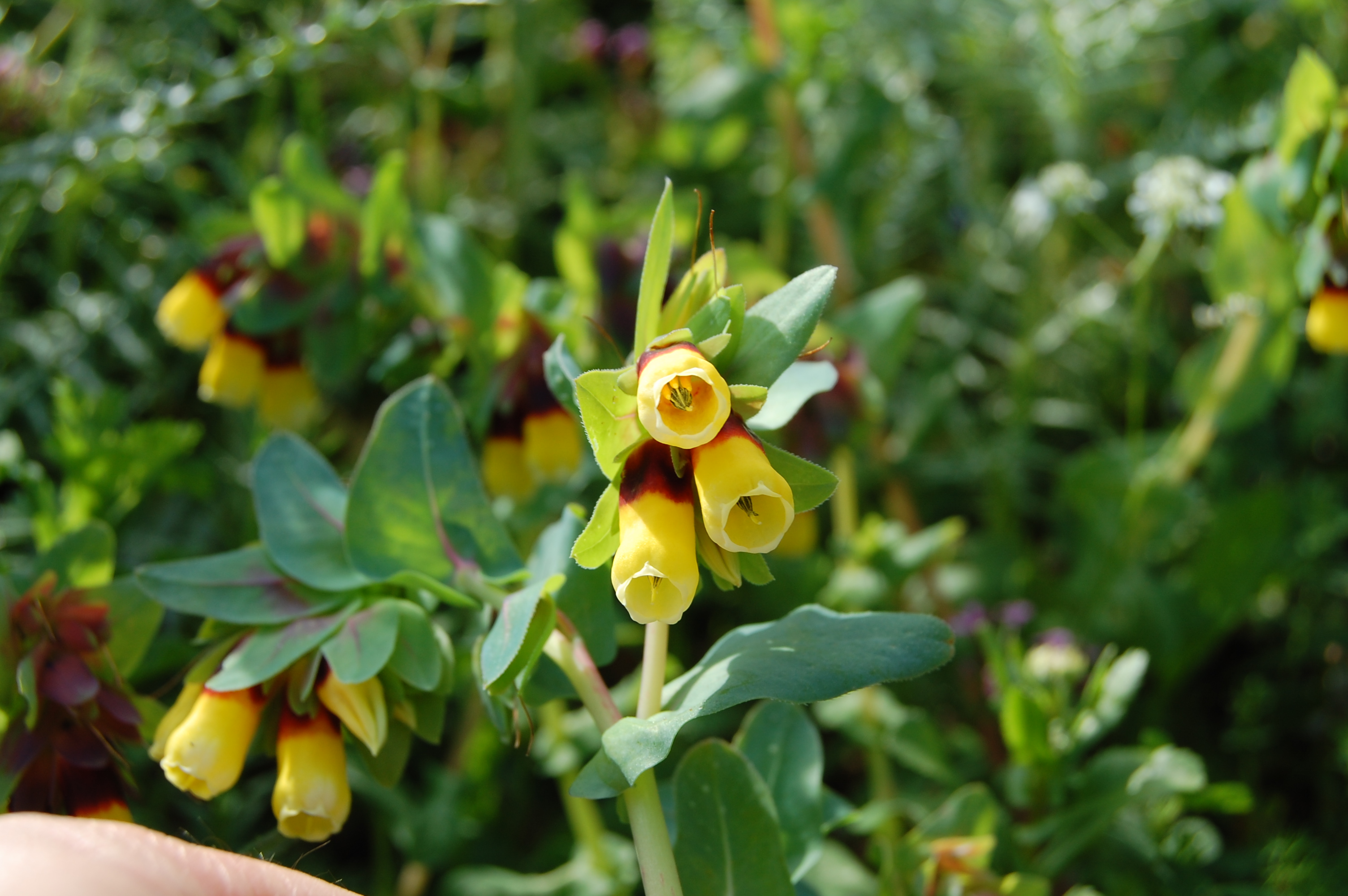